# Malev (vattendrag i Armenien)
Malev (armeniska: Մալև) är ett vattendrag i Armenien. Det ligger i provinsen Siunik, i den sydöstra delen av landet, 210 kilometer sydost om huvudstaden Jerevan.
Trakten runt Malev består i huvudsak av gräsmarker. Runt Malev är det ganska glesbefolkat, med 27 invånare per kvadratkilometer.